# Shemar Stewart
Shemar Stewart (Miami, 12 novembre 2003) è un giocatore di football americano statunitense che milita nel ruolo di defensive end per i Cincinnati Bengals della National Football League (NFL).

## Carriera universitaria
All'uscita dalla scuole superiori, Stewart era stato classificato come il miglior edge rusher della sua classe. Nel febbraio 2022 si impegnò per giocare con Texas A&M. Passò tre stagioni con gli Aggies, finché nel dicembre 2024 annunciò la sua intenzione di passare tra i professionisti.

## Carriera professionistica

### Cincinnati Bengals
Stewart fu scelto nel corso del primo giro (17º assoluto) del Draft NFL 2025 dai Cincinnati Bengals.